# Рябцов, Александр Васильевич
Александр Васильевич Рябцов (1917, Петроград, Российская республика — 27 декабря 1942, хутор Поперечный, СССР) — лейтенант Рабоче-крестьянской Красной Армии, участник Великой Отечественной войны, Герой Советского Союза (1943).

## Биография
Родился в 1917 году в Петрограде. Окончил среднюю школу. В 1938 году Рябцов был призван на службу в Рабоче-крестьянскую Красную Армию. Участвовал в боях советско-финской войны. С 1942 года — на фронтах Великой Отечественной войны, был заместителем по политчасти командира разведроты 55-й механизированной бригады 6-го механизированного корпуса 2-й гвардейской армии Сталинградского фронта. Отличился во время Сталинградской битвы.
26 декабря 1942 года Рябцов во главе разведгруппы принял бой с превосходящими силами противника у хутора Самохин, освободив его, взяв в плен около 50 солдат и офицеров и уничтожив 5 артиллерийских орудий и 6 пулемётов. В тот же день в районе хутора Дарганов Котельниковского района Сталинградской области разведгруппа Рябцова провела разведку вражеской огневой системы, в ходе боя на окраине этого хутора уничтожила 10 и взяла в плен ещё 28 солдат и офицеров противника. 27 декабря 1942 года в бою за хутор Поперечный лично уничтожил большое количество солдат и офицеров противника, но и сам погиб. Похоронен на месте своего последнего боя.
Указом Президиума Верховного Совета СССР «О присвоении звания Героя Советского Союза начальствующему и рядовому составу Красной Армии» от 19 июня 1943 года за «образцовое выполнение боевых заданий командования на фронте борьбы с немецкими захватчиками и проявленные при этом отвагу и геройство» был удостоен посмертно высокого звания Героя Советского Союза. Также посмертно был награждён орденом Ленина.
Память
Навечно зачислен в списки личного состава воинской части.